# Ten Tonnes
Ten Tonnes, pseudonimo di Ethan James Barnett (Hertford, 23 agosto 1996), è un cantante britannico.

## Biografia
Ten Tonnes si è fatto conoscere col disco eponimo, con cui ha esordito al 31º posto della Official Albums Chart. All'LP ha fatto seguito l'EP, So Long, uscito nel 2021. L'album in studio Dancing, Alone, invece, è stato pubblicato nella seconda metà del 2023.

## Vita privata
È il fratello minore del cantante George Ezra.

## Discografia

### Album in studio
- 2019 – Ten Tonnes
- 2023 – Dancing, Alone

### EP
- 2021 – So Long

### Singoli
- 2016 – Subtle Changes
- 2017 – Born to Lose
- 2017 – Cracks Between
- 2017 – Acoustic
- 2018 – Lay It on Me
- 2018 – G.I.V.E.
- 2018 – Better than Me
- 2022 – Acoustic II
- 2023 – Monday Morning
- 2023 – Dancing, Alone
- 2023 – Lone Star
- 2023 – Drowning in the Deep End
- 2024 – Little Lovin'
- 2024 – Change Your Mind
- 2025 – Heaven Sent